# Norra Hälsinglands Järnväg

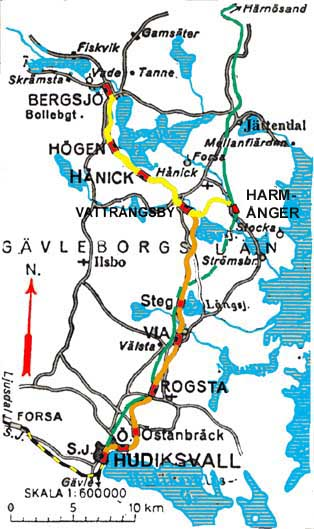
Karta över NHJ

Norra Hälsinglands Järnväg / Norra Helsinglands Jernväg (NHJ), Bergsjöbanan, var en smalspårig (891 mm) järnväg mellan Hudiksvall och Bergsjö i norra Gävleborgs län. I folkmun ofta kallad Bergsjökoa.

## Historia
Borgmästaren i Hudiksvall Svante Sandqvist framförde 1890 ett förslag för en järnväg mellan Hudiksvall och Bergsjö. En koncession beviljades 1892 för en 600 mm smalspårig järnväg med en beräknad byggnadskostnad på 870 000 kr. För ytterligare 30 000 kr kunde man få en 891 mm smalspårig järnväg och koncession för förändringen fastställdes 16 augusti 1895. Norra Hälsinglands Järnvägsaktiebolag (NHJ) bildades den 30 oktober 1894 och bolagsordningen fastställdes den 1 mars 1895. Koncessionen överläts till bolaget och byggandet startade 1895. Banan öppnades för allmän trafik den 13 december 1896. Den bokförda byggnadskostnaden 1912 var 745 000 kr och fordonskostnaden 179 000 kr. Det fanns 3 ånglok, 4 personvagnar och 56 godsvagnar.
Samtidigt som banan planerades planerade Hudiksvalls Trävaruaktiebolag byggandet av ett sågverk i Högen för att förädla virket som flottades i leden från Hassela. NHJ erbjöd Trävarubolaget att bygga en station i Högen och att låna ut 600 meter räls. Sågen anlades och transport av virke från sågen till Hudiksvalls hamn för export var viktig för NHJ:s ekonomi.

### Utveckling
Redan 1911 tecknades ett preliminärt avtal mellan NHJ och Ostkustbanan (OKB) att den senare skulle köpa NHJ genom att betala bolagets skulder och ge aktieägarna i NHJ aktier i OKB. Anledningen var att i OKB:s koncession fanns det inskrivet att hänsyn skulle tas till den negativa påverkan på NHJ. Sträckan Hudiksvall–Via skulle ingå i OKB och smalspåret skulle läggas ner. Via–Bergsjö skulle bli en bibana trafikerad av OKB. Det dröjde till den 1 september 1927 innan NHJ köptes av OKB.
Den normalspåriga OKB byggdes i ny sträckning genom Hudiksvall stad till söder om Rogsta och parallellt med NHJ till norr om Steg där det byggdes en viadukt över NHJ och vidare till Edsäter öster om orten Harmånger. En ny 4 km smalspårig järnväg byggdes från Edsäter på OKB till söder om stationen Harmånger på NHJ. NHJ blev nedlagd mellan Hudiksvall och anslutningen av spåret från Edsäter. Banan revs up 1928 och rälsen återanvändes på den nybyggda delen för att ersätta de kraftigare rällarna som istället kunde användas på den normalspåriga delen. I samband med öppnandet byte Edsätter station namn till Harmånger och f.d. Harmånger station på NHJ namn till Vattrångsby.  Den nya 20 km långa sträckningen för NHJ blev Harmånger–Vattrångsby–Bergsjö och den införlivades i Ostkustbanans organisation. Den 1 november 1927 öppnades Ostkustbanan för allmän trafik och trafiken på NHJ mellan Hudiksvall och Vattrångsby blev samtidigt nerlagd.
För att minska kostnader för omlastningar anskaffade OKB 4 smalspåriga överföringsvagnar för transport av normalspåriga vagnar.
OKB hade stora skulder och den 1 augusti 1933 köptes OKB inklusive Harmånger–Bergsjö av Svenska staten och införlivades i Statens Järnvägars (SJ) organisation. Den smalspåriga järnvägen mellan Harmånger och Bergsjö kom att bli den första 891 mm smalspåriga järnvägen som drevs av Statens Järnvägar.
Bergsjö såg förlorade direktförbindelse med hamnen i Hudiksvall när förbindelsen gick via omlastning i Harmånger. Förutom virkestransporter hade träavfall från sågverket sedan 1916 gått till hamnen i Hudiksvall och vidare till sulfat- och sulfitfabriken i Iggesund. Sågningen vid sågverket i Högen upphörde 1928. Virket som hade sågats transporterades därefter till Håstaholmen i Hudiksvall fram tills skogsbolagen 1941 kom överens om virkesbyte då virket flottades vidare till Stocka.
Under 30-talet införde SJ rälsbussar för persontrafiken och två personvagnarna såldes till Dala–Ockelbo–Norrsundets Järnväg, de två andra skrotades. Under andra världskriget fick ångloken sköta persontrafiken med vagnar från det smalspåriga nätet i Småland. Det sista av originalloken skrotades 1955. Det kvarvarande ångloket (SJ) och lokomotorn Z4p var båda utrustade för tryckluftsbromsar och när den kvarvarande vagnparken fick tryckluftsbromsar behövdes inte bromsaren längre.

### Avveckling
När OKB köpte NHJ ingick en framtida ombyggnad till normalspår. Svenska staten fick det ansvaret vid övertagandet av OKB och enligt ett riksdagsbeslut 1945 skulle den byggas om.
Trafiken minskade, det blev ingen ombyggnad till normalspår, och den 1 januari 1962 lades järnvägenslinjen Harmånger–Bergsjö ner. Det sista tåget drogs av ett före detta Ölandslok; SJ 3052 och var fullsatt av människor som för sista gången åkte tåg till eller från Bergsjö.

## Nuvarande
De kvarvarande personvagnarna finns numera på Anten-Gräfsnäs Järnväg. I Bergsjö finns, som enda minne av NHJ, den öppna godsvagnen uppställd i Hembygdsparken. Järnvägsfastigheten den f.d. banvallen kan följas på den Ekonomiska kartan från 1956 och spår av den finns fortfarande i naturen. Större delen av sträckan är ombyggd till enkel bilväg med grus.